# Amblyanthopsis philippinensis
Amblyanthopsis philippinensis är en viveväxtart som beskrevs av Carl Christian Mez. Amblyanthopsis philippinensis ingår i släktet Amblyanthopsis och familjen viveväxter. Inga underarter finns listade i Catalogue of Life.